# Galderic

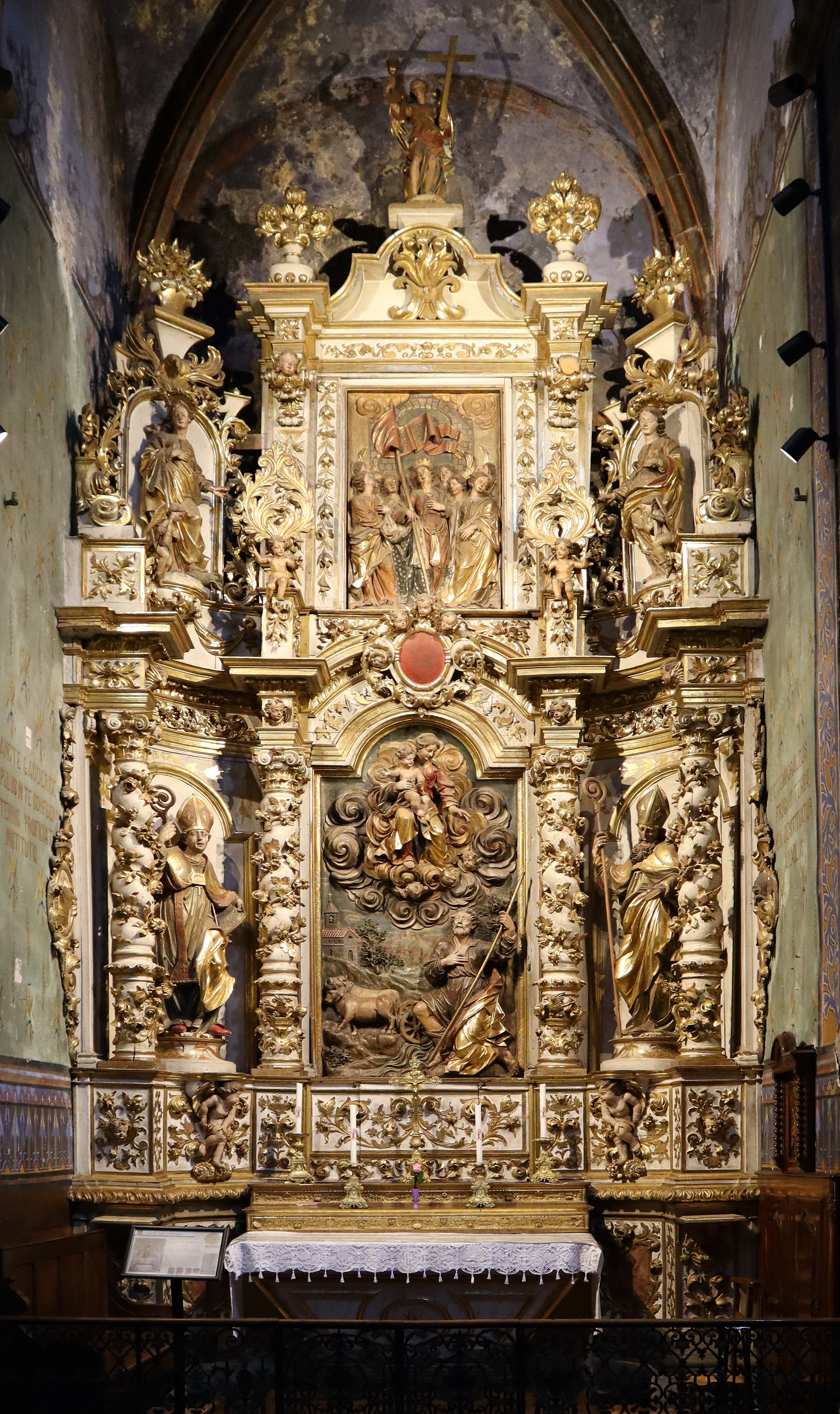
Altar des heiligen Galderic in der Église Saint-Pierre, Prades (Pyrénées-Orientales), Frankreich.

Galderic, französisch Gaudéric, okzitanisch: Gauderic (* um 830 in Vievila, heute Saint-Gaudéric umbenannt, Carcassès; † 900) ist ein Heiliger der römisch-katholischen Kirche und der Schutzpatron der Bauern in den katalanischen Gebieten. Sein Festtag ist der 16. Oktober.
Um 990 wurde der Bauer Galderic auf einem Provinzialkonzil in Narbonne als Heiliger kanonisiert. Ab der Jahrtausendwende avancierte er zum Schutzpatron der Bauern in den katalanischen Gebieten.
Sein Geburtsort wurde in „Sant Galderic“ umbenannt. Sankt Galderic wurde als Patron der Bauern zunächst im Roussillon, im Hochmittelalter dann im gesamten katalanischen Prinzipat verehrt, bis er zunehmend in dieser Funktion vom heiligen Isidor von Madrid abgelöst wurde. Sein Festtag wird noch heute am 15. Oktober in verschiedenen katalanischen Dörfern mit Messen, Spendensammlungen, großen Festessen sowie Bällen und Tänzen gefeiert. Die Benediktinermönche der Abbaye Saint-Martin du Canigou verwahrten Teile seiner Reliquien. In Dürreperioden trug man diese in einer Prozession vom Canigou herunter in die Ebene von Perpignan und bis ans Meer. Reginal de Poc verfasste 1627 eine Lebensbeschreibung Sankt Galderics in spanischer Sprache. In französischer Sprache existieren zwei Lebensbeschreibungen: Eine anonyme (Perpignan, 1716) und diejenige von Martí Jampy aus dem Jahr 1828.